# Alleghanyite
La alleghanyite è un minerale appartenente al gruppo dell'humite.